# Виндзор (узел)
Ви́ндзор (от англ. Windsor Knot) — классический галстучный узел. Подходит для завязывания галстука из тонкого материала (шёлк). Сочетается с формами воротников «Акула», «Кент». Благодаря двойному симметричному закреплению широкого конца галстука получается довольно крупный симметричный узел треугольной формы. Самораспускающийся (если узкий конец галстука вынуть из узла, узел развяжется), завязывают с лицевой стороны галстука.
Название узла «Виндзор» придумано лондонскими модниками, чтобы увековечить имя бывшего короля Эдуарда VIII, хотя сам Эдуард VIII всегда завязывал только узел «Четвёрка», а конец галстука заправлял под ремень. Титул «герцог виндзорский» был учреждён в 1937 году специально для бывшего короля Эдуарда VIII, а после смерти герцога в 1972 году титул более не используют.
В качестве компромисса, если в наличии лишь галстук из плотной ткани (шерсть), возможно завязывать упрощённый вариант узла «Виндзор» — «Полувиндзор», который состоит из одного оборота и является асимметричным, в отличие от узла «Виндзор».
Согласно английской моде, правильно завязанный узел «Виндзор» должен иметь углубление («ямочку») ниже узла на широком конце галстука.

## Способ завязывания

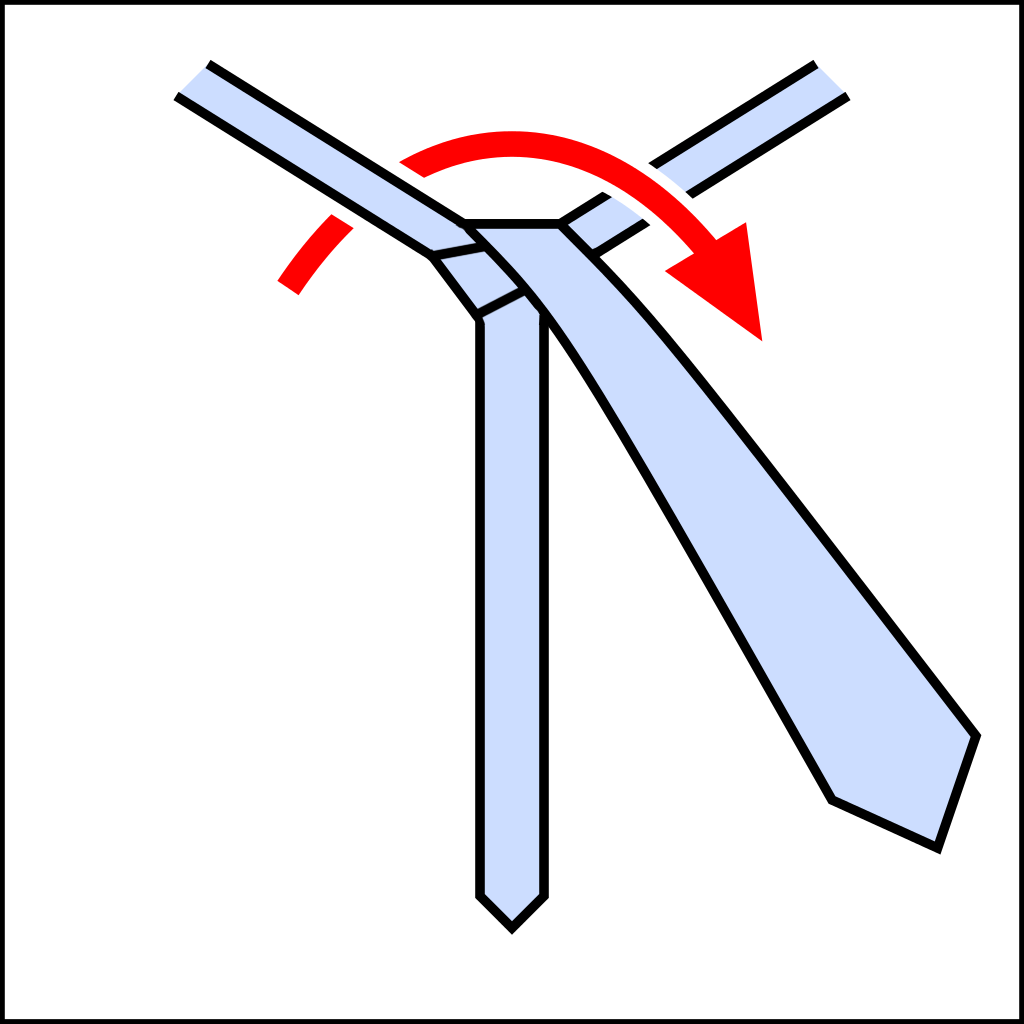
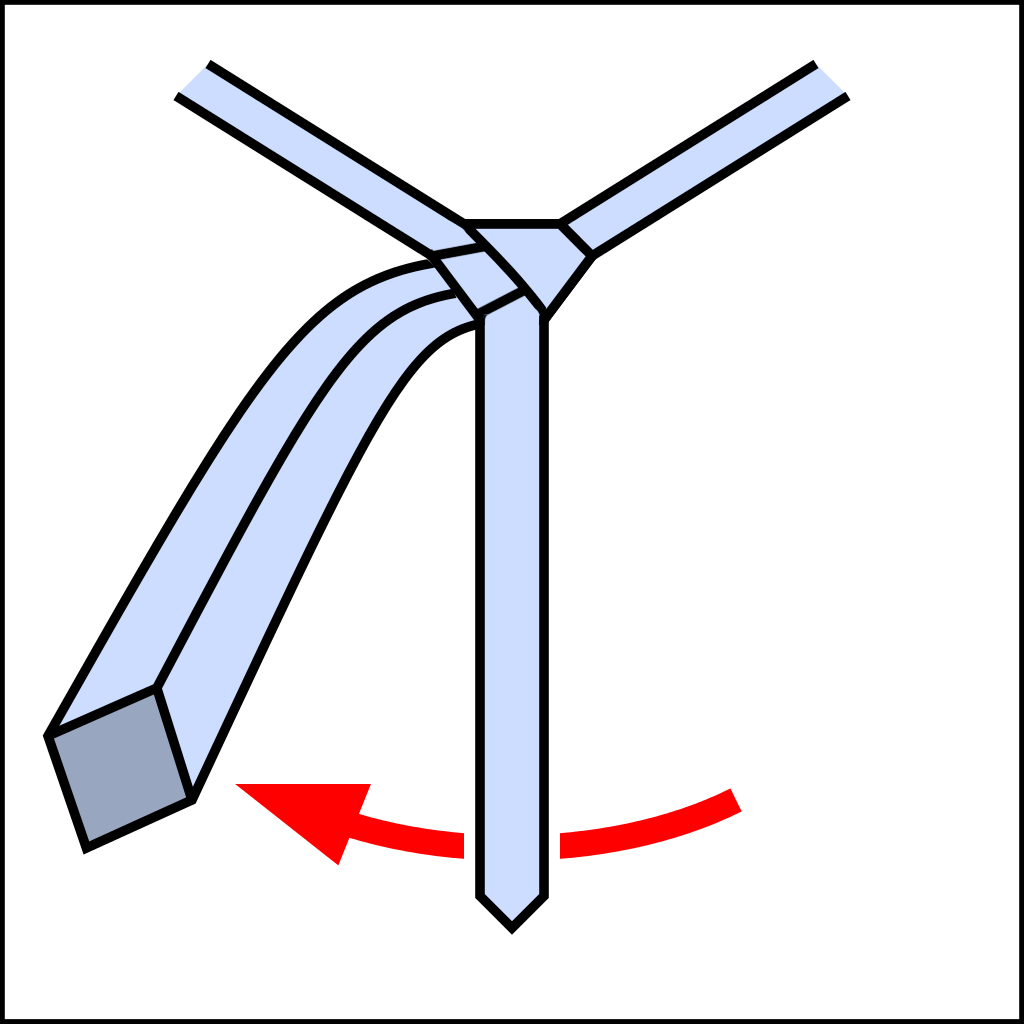
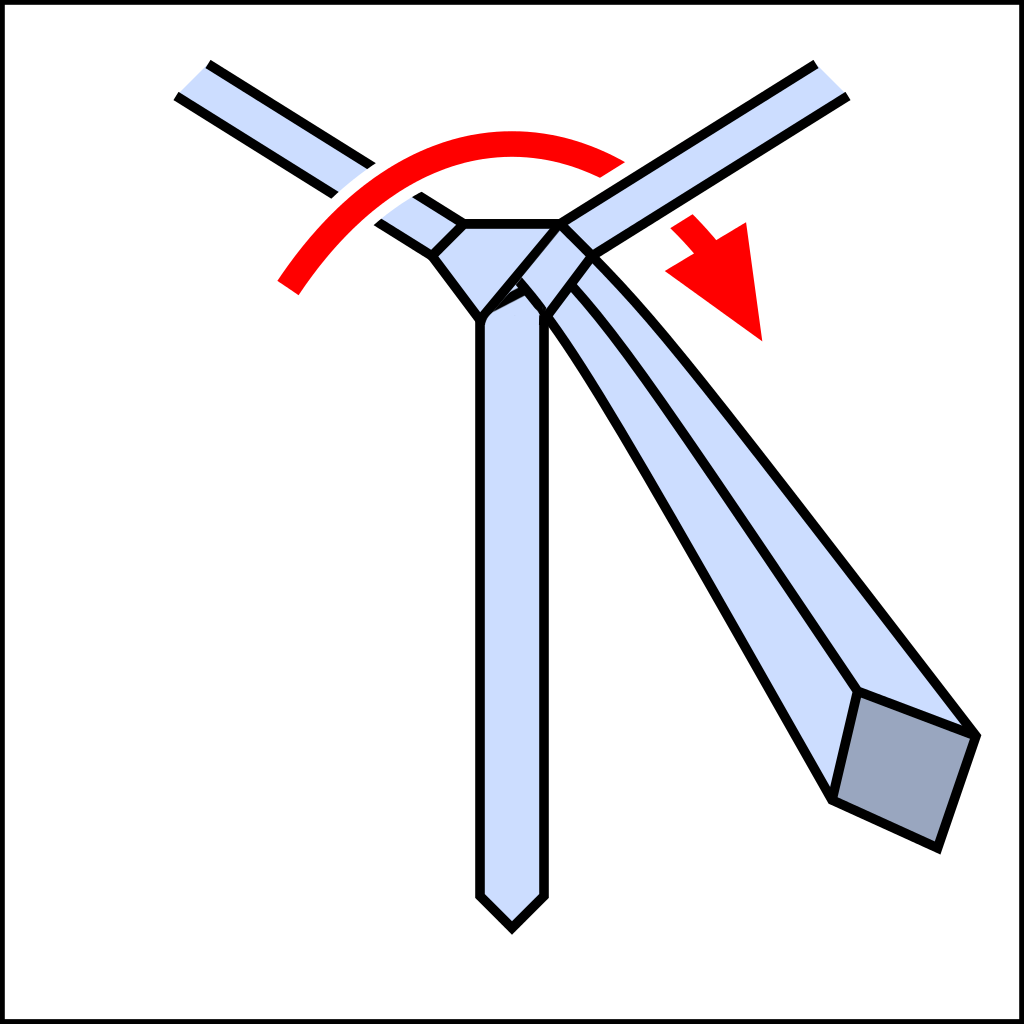
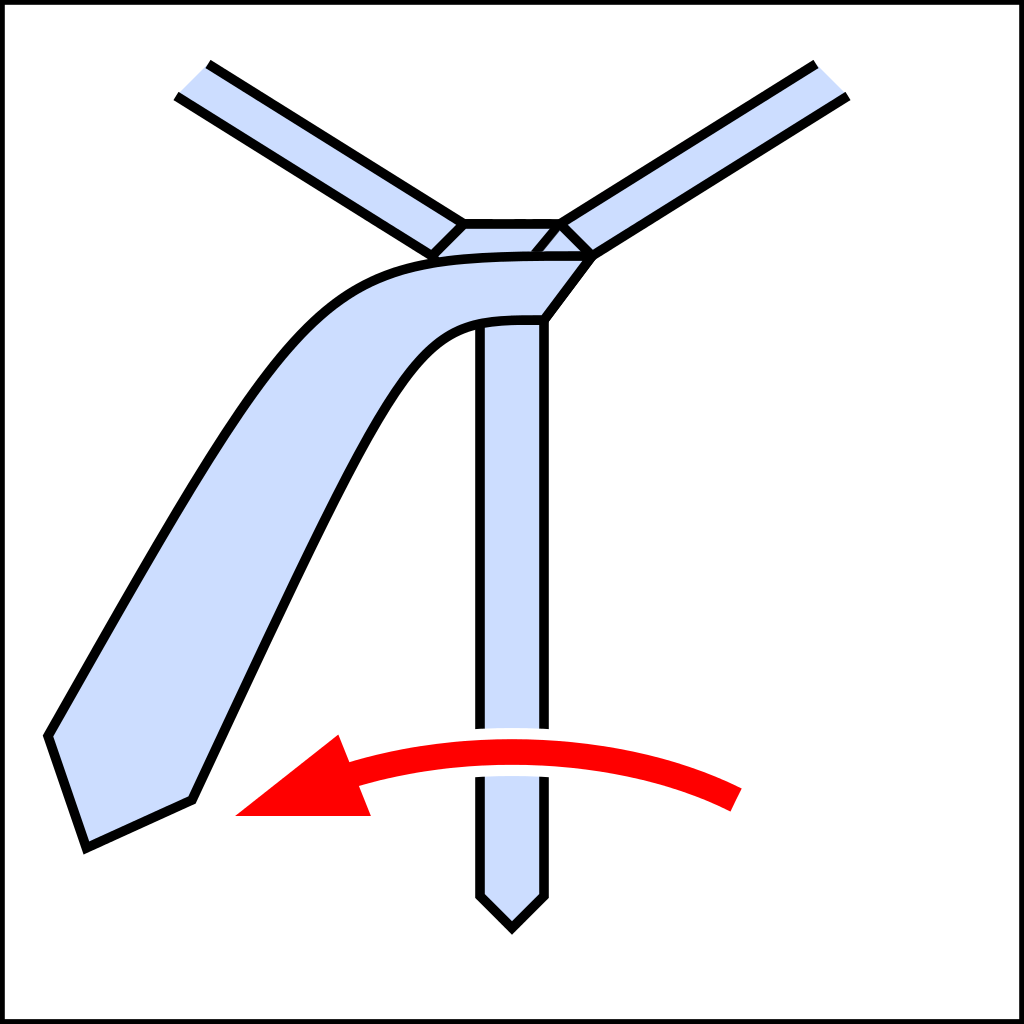

1. Перекинуть широкий конец через узкий вправо, затем протянуть его через шейную петлю (полуузел), опустить и отвести влево.
2. Подвести широкий конец слева направо под узкий, свободно свисающий конец.
3. Отвести широкий конец влево, а затем перекинуть его поверх узла вправо (оборот).
4. Пропустить широкий конец сзади через шейную петлю вверх (второй полуузел).
5. Пропустить широкий конец через образовавшийся спереди узел (оборот и третий полуузел).
6. Аккуратно затянуть узел, расправить его и подтянуть вверх.

## Признаки
Плюсы
- Объёмен
- Симметричен

Минусы
- Объёмен, подходит лишь для галстуков из тонкого материала
- Сложен, легко ошибиться в завязывании